# Pavel Vyhnal
Pavel Vyhnal (25 maggio 1990) è un ex calciatore ceco, di ruolo attaccante.

## Caratteristiche tecniche
È una punta centrale.